# 田子站
田子站（日语：／ Tako eki */?）是位於和歌山縣東牟婁郡串本町和深，屬於西日本旅客鐵道（JR西日本）的紀勢本線（紀國線）車站。

## 歷史
- 1954年（昭和29年）11月15日 - 國鐵紀勢西線在和深站至田並站之間開設此站。
- 1959年（昭和34年）3月 - 建設現時的車站大樓。
- 1959年（昭和34年）7月15日 - 三木里站至新鹿站之間開通，同時路線改名為紀勢本線[1]。
- 1985年（昭和60年）3月14日 - 成為無人車站[2]。
- 1987年（昭和62年）4月1日 - 伴隨國鐵分割民營化，車站由西日本旅客鐵道（JR西日本）營運。

## 車站構造
此站為設有1面1線單式月台的地面車站。月台處於近山的一邊（新宮方向的列車會開啟左邊車門）。新宮方向和紀伊田邊方向的列車使用同一月台。
此站的站房在昭和30年代使用預鑄建築方法建造，站內設有候車室及長期關閉的售票櫃臺。
此站是由新宮站管理的無人車站。站內沒有設置自動售票機和乗車站證明票發行機。站房旁設有廁所。

## 使用狀況
以下列出近年1日平均乘車人次。
| 年度   | 一日平均 乘車人次 |
| ------ | ----------------- |
| 1998年 | 26                |
| 1999年 | 24                |
| 2000年 | 14                |
| 2001年 | 13                |
| 2002年 | 11                |
| 2003年 | 9                 |
| 2004年 | 12                |
| 2005年 | 10                |
| 2006年 | 11                |
| 2007年 | 11                |
| 2008年 | 9                 |
| 2009年 | 7                 |
| 2010年 | 5                 |
| 2011年 | 5                 |
| 2012年 | 6                 |
| 2013年 | 6                 |
| 2014年 | 5                 |
| 2015年 | 4                 |
| 2016年 | 6                 |
| 2017年 | 6                 |

## 車站周邊
車站附近沿海邊設有小型村落。由於岸邊有很多礁石，使吸引釣魚客在此站附近磯釣。
- 雙島 - 生長了許多亞熱帶植物。
- 田子川
- 國道42號

## 相鄰車站
西日本旅客鐵道
 紀國線（紀勢本線）
田並－田子－和深

## 注腳
1. ↑  曾根悟（日语：曽根悟）（監修）. 朝日新聞出版分冊百科編集部（編集） , 编. . 朝日百科週刊. 25號 紀勢本線、參宮線、名松線. 朝日新聞出版. 2010-01-10: 19–21.
2. ↑  日本國有鐵道公示S60.3.12公181
3. ↑  『和歌山縣統計年鑑』及『和歌山縣公共交通機關等資料集』

## 外部連結
- 田子｜車站資訊：JR出門網 - 西日本旅客鐵道